# Cussey-sur-Lison
Cussey-sur-Lison é uma comuna francesa na região administrativa de Borgonha-Franco-Condado, no departamento de Doubs. Estende-se por uma área de 5,66 km². Em 2010 a comuna tinha 67 habitantes (densidade: 11,8 hab./km²).